# Folles
Folles (tiếng Occitan: Faulas) là một xã của tỉnh Haute-Vienne, thuộc vùng Nouvelle-Aquitaine, miền trung nước Pháp.